# Aleksiej Szcziborin
Aleksiej Dmitrijewicz Szcziborin (ros. Алексе́й Дми́триевич Щибо́рин, ur. 1912, zm. 1988) – radziecki dyplomata.

## Życiorys
Członek WKP(b), od 1939 pracował w Ludowym Komisariacie Spraw Zagranicznych ZSRR, 1944 był radcą Ambasady ZSRR przy Rządach Alianckich w Londynie. Od 16 listopada 1944 do 7 lutego 1950 ambasador nadzwyczajny i pełnomocny ZSRR w Egipcie, 1950-1953 zastępca kierownika Wydziału Państw Bliskiego i Środkowego Wschodu MSZ ZSRR, 1953-1954 radca Ambasady ZSRR w Indiach, od 15 czerwca 1954 do 9 czerwca 1959 ambasador nadzwyczajny i pełnomocny ZSRR w Birmie. Od czerwca 1959 do 1962 zastępca kierownika, a od 1962 do grudnia 1968 kierownik Wydziału Państw Bliskiego Wschodu MSZ ZSRR, od 2 stycznia 1969 do 14 grudnia 1973 ambasador nadzwyczajny i pełnomocny ZSRR w Etiopii.